# Zbigniew Libera (antropolog)
Zbigniew Mieczysław Libera (ur. 1958) – polski etnolog i antropolog.
Specjalizuje się w etnografii Słowian i antropologii historycznej, jest także autorem książek popularnych, spośród których na osobliwą uwagę zasługuje Wstęp do nosologii. Związany był z Uniwersytetem Wrocławskim, gdzie w Katedrze Etnografii w 1983 r. uzyskał magisterium, zaś w 1990 r. na Wydziale Nauk Historycznych i Pedagogicznych obronił dysertację doktorską pt. Paradygmat mitu w medycynie ludowej (Słowiańszczyzna wschodnia i zachodnia). Habilitował się w 2000 na podstawie wydanej rok wcześniej rozprawy Mikrokosmos, makrokosmos i antropologia ciała.
Od 2008 r. profesor na Uniwersytecie Jagiellońskim, od 2008 do 2012 r. dyrektor Instytutu Etnologii i Antropologii Kulturowej UJ. Postanowieniem Prezydenta z dn. 12 maja 2011 został mu nadany tytuł profesora.